# Libethra zamorana
Libethra zamorana är en insektsart som först beskrevs av Giglio-Tos 1910.  Libethra zamorana ingår i släktet Libethra och familjen Diapheromeridae. Inga underarter finns listade i Catalogue of Life.